# ECC82

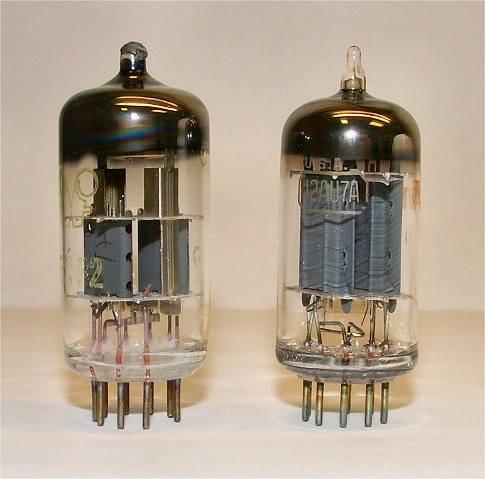
Lampy: 12AU7A prod. RCA (z prawej) i ECC82 prod. RFT (z lewej)

ECC82, 12AU7, 12AU7A – lampa elektronowa (podwójna trioda), o cokole nowalowym, o uniwersalnym zastosowaniu, co przekładało się na powszechość wykorzystania.
12AU7 i 12AU7A to oznaczenia amerykańskie, a ECC82 – europejskie.

## Historia i zastosowania
Lampa 12AU7 została wyprodukowana w USA w 1946. Była to podwójna trioda z nowo opracowanym cokołem nowalowym, jej parametry elektryczne były zbliżone do wcześniejszej lampy 12AH7 z cokołem oktalowym. Charakteryzowała się niewielkim wzmocnieniem i małym oporem wewnętrznym. Predysponowało to ją do roli wzmacniacza dużych sygnałów napięciowych. W 1951 Philips (wraz z zależnymi firmami Amperex i Mullard) opracował ECC82, lampę o identycznych parametrach, ale o znacząco mniejszym mikrofonowaniu i przekonstruowanym grzejniku (biflarnym), który umożliwiał stosowanie lampy również w układach z szeregowym żarzeniem i powodował mniejszy przydźwięk, co pozwalało na zastosowanie jej również we wzmacniaczach małych sygnałów. Większość amerykańskich firm wkrótce podjęła produkcję tak zmodernizowanej 12AU7 pod nazwą 12AU7A, niektóre zmodyfikowały konstrukcję pozostając przy starej nazwie.
Lampa ECC82/12AU7A znalazła zastosowania w różnorakich układach prądu stałego i małej częstotliwości, zarówno w sprzęcie powszechnego użytku, jak układach profesjonalnych i przemysłowych.
W Polsce była produkowana w niewielkim zakresie, Unitra rozprowadzała również lampy produkowane przez RFT z NRD. W polskim sprzęcie powszechnego użytku stosowana była stosunkowo rzadko, przykładami mogą być urządzenia firmy Fonica: wzmacniacze W-600 i W-480f, gramofony WG-460 i WG-500f oraz szafy grające M-122 i M-123.

## Dane techniczne
Żarzenie:
- napięcie żarzenia  6,3 V; 12,6 V
- prąd żarzenia   300 mA; 150 mA

| Parametr                        | Wartość  |
| ------------------------------- | -------- |
| napięcie anodowe                | 250 V    |
| prąd anodowy                    | 10,5 mA  |
| nachylenie charakterystyki (Sa) | 2,2 mA/V |
| napięcie siatki                 | -8,5 V   |
| współczynnik amplifikacji (Ka)  | 17V/V    |

| Parametr               | Wartość |
| ---------------------- | ------- |
| napięcie anodowe       | 300 V   |
| moc tracona na anodzie | 2,75 W  |
| prąd katodowy          | 20 mA   |

## Odpowiedniki
Odpowiednikami ECC82 produkowanymi przez różne firmy były lampy B329, CK5814, ECC802, E2163, 5814, 6680, 7730, 95-126-01.
Wersje specjalne, o zwiększonej niezawodności i trwałości (dla celów wojskowych, przemysłowych, lotniczych itp.) produkowano pod nazwami ECC802S, E82CC, CK5114WA, M8136, QB329, 12AU7WA, 12AU7S, 6067, 5814WA i 6189. W Wielkiej Brytanii lampy przeznaczone do celów wojskowych oznaczano kodem CV491 lub CV4003.